# Gyula Wlassics

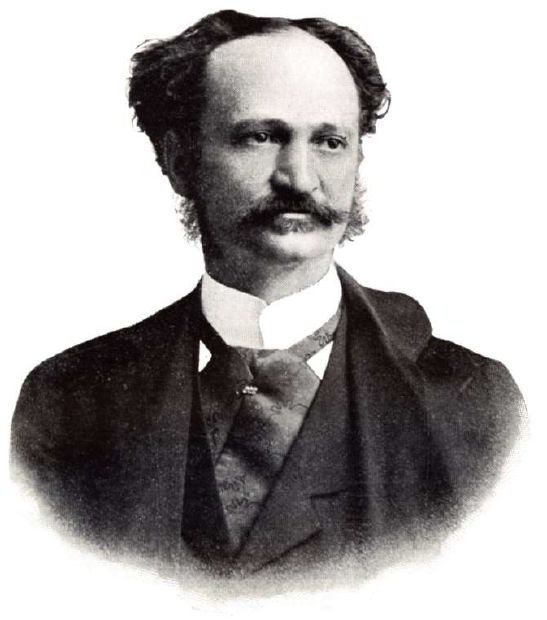
Gyula Wlassics, 1905

Gyula (Julius) Wlassics, seit 1916 Baron Wlassics von Zalánkemén (* 17. März 1852 in Zalaegerszeg; † 30. März 1937 in Budapest) war ein ungarischer Politiker, Jurist und Minister für Kultus und Unterricht. Er war zudem Präsident des Magnatenhauses und des Oberhauses.

## Leben
Wlassics besuchte das Piaristengymnasium in Nagykanizsa und Pest und studierte danach Jura in Pest und Wien. Nach seinem Studium wurde er für kurze Zeit Richter in Budapest und arbeitete später im ungarischen Justizministerium. 1890 wurde er zum Professor für Strafrecht und wurde 1892 als Abgeordneter der Liberalen Partei für den Wahlkreis Csáktornya im Komitat Zala in den Reichstag gewählt. Ab 1895 war er bis 1903 Minister für Unterricht und Kultus in den Kabinetten von Dezső Bánffy und Kálmán Széll. In seiner Amtszeit schaffte er neue Volks- und Fachschulen und vollständige Gymnasien für Mädchen. Nach seiner Amtszeit als Minister war er von 1906 bis 1933 Präsident des obersten Verwaltungsgerichtshofs. Als Präsident des Magnatenhauses ab 1918 war er Teil der Delegation, die bei König Karl IV. den Verzicht auf jeglichen Anteil an den ungarischen Staatsgeschäften erwirkte. Mit Ausrufung der Ungarischen Räterepublik verlor er sein Amt als Präsident des Magnatenhauses. Dieses wurde jedoch 1927 größtenteils als Oberhaus wieder hergestellt, und Wlassics wurde dessen erster Präsident. Ab 1923 war er Mitglied des Ständigen Schiedshofs von Den Haag.